# アルテミス (クレーター)
アルテミス（Artemis）は雨の海にある月の小さなクレーター。西側のオイラーと東側のランベルトの中点付近に位置している。南側数キロメートルにはさらに小さなクレーター、ヴェルヌが存在する。
名称はギリシャ神話における月の女神、アルテミスに由来する。